# Gołąb (gromada)
Gołąb – dawna gromada, czyli najmniejsza jednostka podziału terytorialnego Polskiej Rzeczypospolitej Ludowej w latach 1954–1972. Obecnie wieś w powiecie puławskim.

## Położenie
Miejscowość leży na prawym brzegu Wisły, pomiędzy Puławami na południu oraz ujściem do Wisły Wieprza i Dęblinem na północy. Zabudowania rozłożyły się w wyraźnym zakolu Wisły, wybrzuszonym ku zachodowi. Leżą na szerokiej terasie zalewowej rzeki, pociętej starorzeczami.

## Zmiany administracyjne
Gromady, z gromadzkimi radami narodowymi (GRN) jako organami władzy najniższego stopnia na wsi, funkcjonowały od reformy reorganizującej administrację wiejską przeprowadzonej jesienią 1954 do momentu ich zniesienia z dniem 1 stycznia 1973, tym samym wypierając organizację gminną w latach 1954–1972.
Gromadę Gołąb z siedzibą GRN w Gołębiu utworzono – jako jedną z 8759 gromad na obszarze Polski – w powiecie puławskim w woj. lubelskim na mocy uchwały nr 14 WRN w Lublinie z dnia 5 października 1954. W skład jednostki weszły obszary dotychczasowych gromad Gołąb i Wólka Gołębska ze zniesionej gminy Gołąb w tymże powiecie. Dla gromady ustalono 19 członków gromadzkiej rady narodowej.
1 stycznia 1959 do gromady Gołąb włączono obszar zniesionej gromady Borowa w tymże powiecie.
31 grudnia 1964 z gromady Gołąb wyłączono obszar lasów państwowych o powierzchni 880 ha, włączając go do miasta Puław w tymże powiecie.
Gromada przetrwała do końca 1972 roku, czyli do kolejnej reformy gminnej.